# 국가란 무엇인가?
국가란 무엇인가?(프랑스어: Qu'est-ce qu'une nation?)는 1882년 프랑스 역사가 에르네스트 르낭(1823–1892)이 신 파리 대학교에서 강의한 것으로, 국가는 "일일 국민투표"(a daily plebiscite)이며 국가는 사람들이 기억하는 것만큼 공동으로 잊어버린 것에 기초한다는 진술로 유명하다. 민족주의와 민족 정체성과 관련된 역사나 정치학 작품에서 자주 인용되거나 선집화된다. 이는 국가에 대한 계약주의적 이해를 예시한다.